# Spanyol autonóm közösségek zászlóinak képtára
Ez a galéria Spanyolország 17 autonóm tartományának, valamint Ceuta és Melilla spanyol exklávéknak a zászlóit mutatja be.

Andalúzia zászlaja
Aragónia zászlaja
Asztúria zászlaja
Baleár-szigetek zászlaja
Baszkföld zászlaja
Ceuta zászlaja
Galicia zászlaja
Kanári-szigetek zászlaja
Kantábria zászlaja
Kasztília-La Mancha zászlaja
Kasztília és León zászlaja
Katalónia zászlaja
La Rioja zászlaja
Madrid zászlaja
Melilla zászlaja
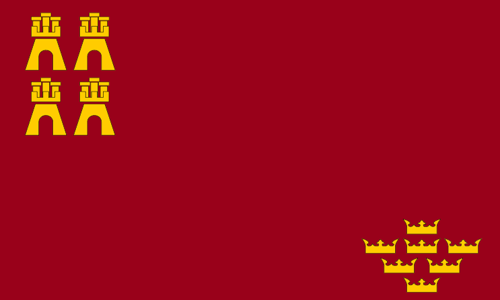
Murcia zászlaja
Navarra zászlaja
Valencia zászlaja

## Lásd még
- Olasz régiók zászlói
- Francia régiók zászlóinak képtára